# Telega (gmina)
Telega – gmina w Rumunii, w okręgu Prahova. Obejmuje miejscowości Boșilcești, Buștenari, Doftana, Melicești, Telega i Țonțești. W 2011 roku liczyła 5523 mieszkańców.